# Lori Matschnig
Eleonore (Lori) Matschnig, auch Matschnig-Warnhauser, geb. Weinberger, adoptierte Warnhauser (* 20. März 1838 in Eisenerz, Steiermark; † 21. Oktober 1920 in Graz), war eine österreichische Malerin.

## Leben
Lori Matschnig wuchs bei Zieheltern auf, die schon früh ihr künstlerisches Talent erkannten und ihr als Kind eine Ausbildung im Malen und Zeichnen ermöglichten. Sie besuchte zunächst von 1852 bis 1860 die landschaftliche Zeichenakademie in Graz bei Joseph Ernst Tunner und Ernst Christian Moser. Später setzte sie ihre Studien in Wien als Schülerin von Hans Canon und dem Historienmaler Fritz L’Allemand fort.
1876 beschickte Matschnig eine Ausstellung des Österreichischen Kunst-Vereins in Wien mit einem Öl-Porträt von Franz Joseph I. Neben dem Malen von Originalen wandte sie sich bald dem Kopieren der Werke anderer Künstler zu und verdiente so ihren Lebensunterhalt. Dazu besuchte sie regelmäßig die Kaiserliche Gemäldegalerie des Kunsthistorischen Museums Wien und andere Sammlungen in Österreich, Deutschland und Italien. 1904 wurde sie förderndes Mitglied der Vereinigung Bildender Künstler Steiermarks.
Lori Matschnig lebte in Graz in einer Wohnung in der Heinrichstraße 12, für die sie 1894 die Genehmigung zur Einrichtung einer Privatschule für Zeichnen und Malen erhielt. Um 1902 zog sie in die Albertstraße 4. Noch als 80-Jährige veranstaltete sie dort Verkaufsausstellungen ihrer Werke. Sie starb 1920 nach langer Krankheit in ihrem Zuhause. Ihr Ehemann, ein Major, war schon vor ihr verstorben.
Moser malte 1862 ein Porträt in Öl von Lori Matschnig, das sich in der Sammlung der Neuen Galerie Graz befindet.

## Werk
Lori Matschnig malte Porträts, Landschaften und Stillleben. Ihr Gesamtwerk umfasst auch eigenständige Arbeiten, sie erlangte aber vor allem als Kopistin der Werke alter Meister Bedeutung. So kopierte sie unter anderem Werke von Peter Paul Rubens, Frans Hals, Anthonis van Dyck, Gabriel Metsu, Tizian, Palma Vecchio, Antonio da Correggio, Guido Reni, Francesco Furini, Bartolomé Esteban Murillo und Diego Velázquez. Auch Gemälde neuerer Künstler wie Hans Makart, Ferdinand Georg Waldmüller, Peter Fendi, Friedrich August von Kaulbach oder Leopold Horovitz nahm sie als Vorlage. Von einigen Werken schuf sie diverse Nachbildungen, so kopierte sie zum Beispiel Balthasar Denners Köpfe (Porträts) mindestens neunmal. Zum Teil wählte Matschnig für ihre Kopien eine vom Original abweichende Größe oder überführte dieses in eine andere Technik.
Werke (Auswahl)
- Schlachtenbild nach L’Allemand, Öl, signiert und datiert 1894[11]
- Porträt eines Herrn mit Schnurrbart, 1921, Leinwand, 46 × 37,5 cm, nach Ernst Christian Moser, Neue Galerie Graz[12]
- Porträt Seiner Majestät des Kaisers Franz Josef I. Copie nach Angeli, Öl, 1876 Ausstellung Österreichischer Kunst-Verein
- Waldteufel, Öl, 69 × 56 cm[13]
- Eine alte Frau, Öl auf Holz, 40 × 32 cm, Kopie nach dem Gemälde von Balthasar Denner im Kunsthistorischen Museum Wien
- Mädchen im Pelz und Kirchenmadonna nach Tizian
- Bildnis einer jungen Frau nach Palma Vecchio[14]
- Heil. Magdalena nach Francesco Furini
- Heilige Familie nach Anthonis van Dyck
- Christus mit der Dornenkrone nach Guido Reni
- Ganymed nach Antonio da Correggio
- Das Christuskind in Gesellschaft von Johannes und zwei Engeln nach Rubens
- Lautenspielerin nach Friedrich August von Kaulbach[15]